# Связь через Майами
«Связь через Майами» (англ. Miami Connection) — американский боевик 1987 года Ким Ёнгуна (김영군), мастера тхэквондо, корейского вида боевых искусств. Во время своего выхода полностью провалился в прокате. Тем не менее при перевыпуске в 2012 году был положительно воспринят публикой и критиками, приобретя культовый статус.

## Сюжет
Где-то в доках Майами происходит сделка по продаже наркотиков. Неожиданно она прерывается людьми одетыми как ниндзя, которые всё громят и похищают наркотики и деньги. После, уже на мотоциклах, банда отправляется в Орландо. Там они вместе с другой местной бандой идут развлекаться в ночной клуб. В этот вечер в клубе премьера, выступает новая группа Dragon Sound. Лидер местной банды Джефф замечает на сцене среди музыкантов свою сестру Джейн. Он очень этим недоволен. Они с сестрой давно живут без родителей и Джефф считает своим долгом приглядывать за ней. Ему не нравится, что она посещает такие места и что у неё романтические отношения с басистом. Участники же интернациональной музыкальной группы Dragon Sound, это пятеро друзей-студентов, которых вместе объединяет не только любовь к музыке, но и то, что все они сироты. Их лидер, кореец Марк, также владеет тхэквондо и обучает ему остальных участников группы. Тему боевых искусств они также используют в своих песнях.
Джефф и его люди наведываются в университет, чтобы проучить гитариста, однако на сторону того становится вся остальная группа и все тихо расходятся. Конкурирующие же музыканты, которые ранее играли в клубе, а теперь остались без работы, требуют у хозяина клуба взять их назад. Хозяин непреклонен и делает выбор в пользу новой группы Dragon Sound. В таком случае конкуренты берут с собой несколько десятков друзей и вылавливает на ночных улицах членов Dragon Sound. Однако Марк с друзьями побеждают их. Тогда конкурирующие музыканты заручаются помощью Джеффа и его банды. Они все вместе вызывают группу на бой у железнодорожного депо. Этот бой не завершается, так как вмешивается полиция. В другой раз люди Джеффа просто похищают одного из музыкантов, зная что Марк и остальные обязательно придут его спасать. Так и происходит, но в этом очередном бою сам Джефф случайно погибает, падая с вышки. Его товарищ, лидер ниндзя-байкеров Ясито, решает во что бы то ни стало отомстить.
Между тем выясняется, что один из друзей, Джим, совсем не сирота. У него есть отец, который давным-давно бросил их одних с матерью. Теперь он нашёлся и они должны встретиться в аэропорту. Друзья скидываются на новый костюм для Джима, которого затем везут в аэропорт. По пути на них нападает Ясито и его люди. В парке разворачивается кровавый бой. Сам Джим оказывается тяжело ранен, а Джон и Марк, не зная выживет ли он, начинают жестоко мстить. При помощи мечей они расправляются со всеми ниндзя, а затем Марк убивает Ясито. В больнице все узнают, что Джим выживет, также он встречает своего отца и мирится с ним.
Когда экран гаснет, появляется надпись, гласящая, что «только уничтожив насилие мы сможем добиться мира во всём мире».

## В ролях
- Ким Ёнгун[англ.] — Марк
- Винсент Хирш — Джон
- Джозеф Диаманд — Джек
- Морис Смит — Джим
- Angelo Janotti — Том
- Кэти Колье — Джейн
- Уильям Эгил — Джефф
- Чо Сиюн — Ясито
- Ричард Пак — дядюшка Сон

## Производство
Ким Ёнгун (англ. Young Kun Kim, кор. 김영군) родился в Сеуле в Корее. В возрасте 13 лет получил чёрный пояс по тхэквондо. Занимался преподаванием этого вида боевых искусств. В 1976 году переехал в Буэнос-Айрес, где также преподавал тхэквондо, затем перебрался в Нью-Йорк и в 1978 году обосновался в Орландо, штат Флорида. Там организовал свою школу и издавал журнал о боевых искусствах. В 1985 году посетил Корею, участвовал в ток-шоу «Встретимся в 11 вечера» (кор. 11시에 만납시다), где представлял книгу и пропагандировал занятие тхэквондо. Это интервью увидел корейский режиссёр Ричард Пак (он же Пак Усан). Он предложил Киму сделать об этом фильм и уже набросал предварительный вариант сценария. Первоначально фильм так и назывался — «Тхэквондо».
До этого Ким Ёнгун никогда не снимал кино. Позже он признавался, что «понятия не имел, что делает». Ким потратил на производство фильма все свои сбережения, занял у друзей, взял кредиты и заложил свою школу. Фильм снимали в Майами и Орландо, многие участники съёмок были его же учениками. Ким рассчитывал затем найти дистрибьютора и что фильм будет показан на национальном уровне по всей стране. Однако, все крупные кинопрокатчики, как и все независимые, ему отказали. По воспоминаниям Кима, после предварительного просмотра, каждая дистрибьюторская компания говорила примерно следующее: «Не трать на это своё время, просто выбрось, это мусор». Тем не менее, Ким продолжал работать, переснимая и переделывая некоторые сцены. По его задумке фильм должен был привлечь к себе внимание именно захватывающими боевыми сценами. В 1987 году он был готов.

## Выпуск
«Связь через Майами» приобрела небольшая дистрибьюторская компания за $100 000. Фильм вышел на экраны в августе 1988 года и шёл в 8 кинотеатрах Орландо и его окрестностей, в Дейтона-Бич и в Мелборне, был показан в Западной Германии. Плохо был принят критиками и проигнорирован публикой, его показ завершился спустя три недели. Ким, который потратил на фильм $1 млн, обанкротился.
В Orlando Sentinel «Связь через Майами» был назван худшим фильмом 1988 года. Журнал Slant Magazine заметил, что фильму нужно бы в программу Mystery Science Theater 3000. (В этой программе показан кинотеатр будущего, в котором сидит человек и два робота. Они просматривают древние плохие фильмы и едко их комментируют.) В South Florida Sun Sentinel был охарактеризован как «кокаиново-рок-ниндзя-байкерско-гангстерский фильм, который одновременно пытается быть приключенческим мюзиклом».

## Перевыпуск
В 2009 году программист Alamo Drafthouse Cinema из Остина, штат Техас, Зак Карлсон нашёл «Связь через Майами» на eBay и выкупил лот за $50, не имея ни малейшего представления о том, что это за фильм. Зак показал фильм в кинотеатре в Остине, где он был принят очень позитивно. Карлсон передал фильм креативному директору Drafthouse Films, которые являются дистрибьютером Alamo Drafthouse Cinema. Его глава Эван Хасни связался с Кимом и попросил разрешение на перевыпуск фильма. Ким посчитал это розыгрышем и несколько раз прекращал разговор. «Мне было интересно, почему они хотят продвигать фильм, который публика отвергла, а Голливуд посчитал мусором ещё 25 лет назад», — сказал Ким. Хасни и Ким вели переговоры несколько месяцев, прежде чем сделка состоялась. Фильм был представлен летом 2010 года, как часть Alamo Drafthouse Weird Wednesdays. В Slant Magazine отметили, что «отклик был огромный, почти запредельный». Фильм был встречен положительно и на двух последующих фестивалях на которых был представлен, New York Asian Film Festival и Everything Is Festival. В Orlando Weekly заметили, что Drafthouse Films удалось соединить фильм с его аудиторией и что перевыпуск принят на удивление хорошо.
11 декабря 2012 года фильм был выпущен на DVD, Blu-ray и ограниченным изданием на VHS.
На сайте Rotten Tomatoes имеет рейтинг свежести 69 % на основе 16 рецензий. В Slant Magazine оценили фильм в 3,5 звезды из 4, заявив, что «его можно любить или ненавидеть, но вы его точно не забудете и он может заставить вас пересмотреть своё понятие „хорошего кино“». В The Stranger отметили, «что сказать, что „Связь через Майами“ плохой фильм — это ничего не сказать. Этот фильм сделан плохо, как „Комната“ Томми Вайсо, но при этом он смотрится, как „Земляничная поляна“». В Tucson Weekly заявили, что «вполне возможно это самый уморительный фильм из 80-х, что немалое достижение… он стал культовым в течение нескольких лет по причине того, что это один из лучших плохих фильмов, когда-либо сделанных».
В конце 2015 года фильм несколько раз принимал участие в программе RiffTrax, при участии звёзд из Mystery Science Theater 3000. В интервью журналу Paste Ким сказал, что они хотя и смеются, но этим возвращают интерес к фильму.

## Интересные факты
- Песня о дружбе «Friends» группы Dragon Sound звучит в компьютерной игре 2013 года Far Cry 3: Blood Dragon. Эта игра сделана в стиле научно-фантастических фильмов 80-х годов[15].
- У фильма была и альтернативная концовка, по которой Джим погибает в машине по пути в больницу, как раз в тот момент, когда над ними пролетает самолёт с его отцом[16].